# Кантарелла
Кантарелла (от итал. cantarella) — легендарный яд (смертельное отравляющее вещество, вызывающее смерть в течение суток), которым пользовались средневековые отравители.
Скорее всего речь идёт о кантаридине, убивающем при соприкосновении с кожей человека веществе, выделяемом шпанской мушкой (лат. cantharis), жуком-навозником и некоторыми другими видами насекомых. В больших дозах он вызывает летальный исход, а в умеренных издавна использовался как мужской афродизиак.
В массовой культуре распространена легенда, что этот яд использовался домом Борджиа, в частности Лукрецией Борджиа. Правда, доказательств подобного не существует.

## В массовой культуре
- В телесериале Борджиа телеканала Showtime часто фигурирует этот яд. Упоминается Лукрецией Борджиа и используется кардиналом Джулиано делла Ровере для отравления папы римского Александра VI.
- Этот яд часто упоминается в фильме Шахназарова «Яды, или Всемирная история отравлений», также зачастую именно в рассказах об отце и сыне Борджиа.
- Кантарелла — манга, рассказывающая о Чезаре Борджиа.
- В игре Assassin’s Creed II Карло Гримальди с помощью кантареллы отравляет венецианского дожа Джованни Мочениго. Яд также фигурирует в следующей игре серии, в которой Родриго Борджиа (папа Александр VI) отравляет с помощью яблока своего сына Чезаре, но тот, несмотря на подорванное здоровье, выживает.
- Кантарелла — название песни виртуального исполнителя Кайто (ПО Vocaloid), в которой в роли смертельно опасного яда выступает любовь.
- Кантарелла — персонаж в игре Ведьмак 3: Дикая Охота
- Кантарелла — персонаж в игре Wuthering Waves от компании Kuro Games